# AP Stylebook
O The Associated Press Stylebook and Briefing on Media Law (em uma tradução livre para o português, O Manual de Redação e Guia sobre o Direito de Mídia da Associated Press), normalmente chamado de AP Stylebook, é um guia de estilo e uso utilizado pelos jornais e o ramo de jornalismo dos Estados Unidos. O livro é atualizado anualmente pelos editores da Associated Press, normalmente em junho.
Repórteres, editores e outros utilizam o AP Stylebook como um guia para gramática, pontuação e princípios e práticas do jornalismo. Apesar de algumas publicações utilizarem um guia de estilo diferente, o AP Stylebook é considerado um padrão da indústria de jornais e é também utilizado por revistas, empresas de radiofusão, e empresas de relações públicas. Ele inclui uma lista de A a Z com orientações sobre o uso de maiúsculas, abreviaturas, ortografia, numerais e usos e costumes.